# Big Order
Big Order (ビッグオーダー) est un manga de Sakae Esuno. Il est prépublié entre septembre 2011 et septembre 2016 dans le magazine Monthly Shōnen Ace de l'éditeur Kadokawa Shoten, et compte dix volumes reliés. La version française est publiée par Sakka depuis août 2013.
Un OVA est sorti en octobre 2015 avec l'édition limitée du huitième tome du manga. Une adaptation en anime produite par le studio Asread est diffusée depuis avril 2016 sur Tokyo MX au Japon et en simulcast sur Crunchyroll dans les pays francophones.

## Synopsis
Il y a dix ans, un enfant a souhaité la destruction du monde. Désormais, une personne a la capacité d’accorder des souhaits à toutes les personnes en en faisant. Ces derniers sont appelés « Order». Parmi ces gens, l'un d’entre eux se distingue, par la possibilité de régner, de conquérir le monde et de transformer les gens en marionnettes. Ce pouvoir appartient à Hoshimiya Eiji, qui est également responsable des phénomènes destructeurs qui se sont passés il y a dix ans.

## Personnages

### Order
Eiji Hoshimiya (星宮 エイジ, Hoshimiya Eiji)
Voix japonaise : Masakazu Morita
Il est le personnage principal de cette série. Il est l'Order responsable des phénomènes destructeurs d'il y a dix ans.
Eiji est un étudiant introverti, généralement, il est indifférent aux évènements qui se passent autour de lui et ignore tous les sujets qui ne sont pas pertinents à ses yeux. En outre, Eiji a tendance à sécher des cours quand il veut. Il parle rarement avec ses camarades de classe, et donc, il est considéré comme socialement maladroit. Mise à part cela, Eiji conserve des traits d'adolescents, particulièrement quand il tombe amoureux de Kurenai Rin pour sa beauté.
Cependant, Eiji garde en lui le secret « d'être le responsable des phénomènes destructeurs », mais il est aussi responsable des blessures de sa sœur, Sena, et décida de ne plus utiliser ses pouvoirs. Il a fait de sa sœur sa priorité et est prêt à mourir pour sa sécurité. Même s'il est destiné à contrôler le monde, il refuse de blesser quelqu'un, particulièrement s'il s'agit de Sena.
Dix ans plus tôt, quand Eiji a obtenu son pouvoir, celui-ci s'est emballé et a provoqué une immense vague de destruction.
Rin Kurenai (紅 鈴, Kurenai Rin)
Voix japonaise : Shiori Mikami
Elle est un Order User qui travaille pour le gouvernement de Dazaifu, en tant que Sous-Lieutenant. Elle est un assassin qui doit tuer Hoshimiya Eiji, plus tard, elle sera sous son contrôle.
Kurenai Rin est une fille audacieuse et impulsive dont le but est de se venger de Eiji, qu'elle accuse d'avoir tué ses parents il y a dix ans.
Raidô Fuwa (不破 雷同)
Nom de code : First Hand.
Benkei Narukami (鳴神 弁慶, Narukami Benkei)
Voix japonaise : Fumihiko Tachiki
Nom de code : Second Hand.
Yoshitsune Hiiragi (柊 義経, Hiiragi Yoshitsune)
Voix japonaise : Shinnosuke Tachibana
Nom de code : Third Hand.
Iyo (壱与)
Voix japonaise : Azusa Tadokoro
Nom de code : Fourth Hand.
Nehara Taikei (根原 大系)
Nom de code : Fifth Hand.
Lorin Wright (ローリン ライト)
Voix japonaise : Makoto Ishii
Nom de code : Sixth Hand.
Kokudo Sômoku (草木 国土)
Nom de code : Seventh Hand.
Minamoto Nene (源 寧々)
Nom de code : Eighth Hand.
Mari Kunô (久能 マリ, Kunō Mari)
Voix japonaise : Saori Hayami
Nom de code : Ninth Hand.
Ayahito Sundan (寸断　殺人, Sundan Ayahito)
Voix japonaise : Yū Hayashi
Nom de code : Tenth Hand.
Abraham Louis Fran (アブラアン ルイ フラン, Aburaan Rui Furan)
Voix japonaise : Tarusuke Shingaki
Il est le Lieutenant de Rin Kurenai. Il fait sa première apparition dans un hélicoptère, au-dessus de Kamamoto.

### Autres
Daisy (デイジー)
Voix japonaise : Mari Misaki
Daisy est ce que l'on pourrait qualifier de "fée", bien qu'elle n'en est pas une à proprement parler. Daisy est un être phénoménal qui accorde aux gens d'être des Orders, c'est son travail qui est néanmoins contesté par Eiji. Elle semble posséder une vaste connaissance de l'avenir.
Sena Hoshimiya (星宮 瀬奈, Hoshimiya Sena)
Voix japonaise : Misaki Kuno
Sena est la petite sœur de Eiji. Selon un diagnostic, elle a une maladie sanguine et il ne lui resterait que six mois à vivre.

## Pouvoirs (ou Orders)
On nomme Orders les personnes qui ont vu leur vœu exaucé sous forme de pouvoir surnaturel par la mystérieuse Daisy. On en compterait plus de deux mille dans le monde et ce nombre est en constante augmentation.

### Le Maître aux Entraves (Bind Dominator)
Order : Eiji Hoshimiya (anciennement Sena)
Vœu : Dominer le monde
Pouvoir : Contrôle physique de tout ce qui est sur son territoire
- Pouvoir de domination physique sur tout (personnes, objets, phénomènes) ce qui se trouve sur le territoire de l'utilisateur.
- Les endroits par lesquels Eiji passe deviennent son territoire et tout ce qu'il y croise peut être placé sous son contrôle.
- Eiji doit formuler ses ordres à voix haute et la prise de contrôle est effective une fois le clou et le câble plantés dans l'objet.
- Le clou-ordre planté ne peut pas être retiré à moins de sortir de son territoire.
- Le contrôle est uniquement physique et semble inefficace sur les sentiments humains.

### La Flamme Régénératrice (Rebirth Fire)
Order : Rin Kurenai
Vœu : Renaître
Pouvoir: Immortalité et régénération
- Son pouvoir est efficace ainsi que sur des tiers ou encore des objets. Ce pouvoir automatisé s'applique à l'entité « Rin » dans son entièreté. Ainsi elle peut récupérer de n'importe quels dégâts même si sa tête est touchée ou que son cœur s'est arrêté. C'est ce qui la rend très proche de l'immortalité véritable.
- Pour accélérer sa régénération ou soigner les blessures d'un tiers, elle doit faire appel vocalement à son Order.
- Elle n'est toutefois pas capable de guérir les blessures anciennes ou les maladies.
- On utilise son pouvoir pour réparer les destructions physiques survenues récemment.

### L'Horloge Ultime (Chronograph Caliber)
Order : Abraham Louis Fran
Vœu : Arrêter le temps

### La Trêve Arbitrale (Sleeping Sheep)
Order : Raidô Fuwa
Vœu : La paix

## Manga
La série a débuté dans le onzième numéro du magazine Monthly Shōnen Ace sorti le 26 septembre 2011 par Kadokawa Shoten. La version française est publiée par Sakka depuis le 28 août 2013.

### Liste des volumes
| no | Japonais          | Japonais          | Français          | Français          |
| no | Date de sortie    | ISBN              | Date de sortie    | ISBN              |
| --- | ----------------- | ----------------- | ----------------- | ----------------- |
| 1 | 26 décembre 2011  | 978-4-04-120091-9 | 28 août 2013      | 978-2-203-07494-1 |
| Liste des chapitres : - Prologue : Le monde X Moi (世界×俺, Sekai X Ore) - Ch. 1 : Moi X Le monde (俺×世界, Ore X Sekai) - Ch. 2 : Dominant et dominé (支配と服従, Shihai to fukujū) - Ch. 3 : la source aux vœux (願いの根源, Negai no kongen) - Ch. 4 : La destinée d'un monde en plein essor (展開世界巡る因果, Tenkai sekai meguru inga) |                   |                   |                   |                   |
| 2 | 26 juin 2012      | 978-4-04-120246-3 | 30 octobre 2013   | 978-2-203-07430-9 |
| Liste des chapitres : - Ch. 5 : Mélodrame en avant-poste (前哨のドラマ, Zensyou no dorama) - Ch. 6 : L'idole de pierre et la prêtresse (石神と巫女, Syakujin to Miko) - Ch. 7 : L'invasion de Yamaguchi (山口攻略作戦, Yamaguchi-kouryaku-sakusen) - Ch. 8 : Se battre pour quelqu'un (誰がために拳をふるう, Dare ga tame ni kobusi wo huruu) - Ch. 9 : Crime (咎, Toga) - Ch. 10 : Protéger le corps, attaquer la logique (守るべきは肉体／攻めるべきは倫理, Mamoru beki ha nikutai／Semeru beki ha rinri) |                   |                   |                   |                   |
| 3 | 26 décembre 2012  | 978-4-04-120522-8 | 8 janvier 2014    | 978-2-203-07838-3 |
| Liste des chapitres : - Ch. 11 : Le réveil de Sena (瀬奈の目覚め, Sena no mezame) - Ch. 12 : Lutte à mort à Hiroshima (広島死闘篇, Hiroshima-sitou-hen) - Ch. 13 : Récupération (奪還作戦, Dakkan sakusen) - Ch. 14 : Ennemi naturel/Joker (天敵襲来／Joker, Tenteki-syuurai／Joker) - Ch. 15 : Le roi des dominateurs (支配者の王, Shihai-sha no ou) |                   |                   |                   |                   |
| 4 | 26 juillet 2013   | 978-4-04-120779-6 | 25 juin 2014      | 978-2-203-07840-6 |
| Liste des chapitres : - Ch. 16 : Regarde-moi, Eiji ! (エイジって呼んじゃうから, Eiji tte yon jaukara) - Ch. 17 : Je compte bien me rapprocher ! (もっと近づいちゃうんだから, Motto chikadzui chau ndakara) - Ch. 18 : Add-On (アドオン, Adōn) - Ch. 19 : Le centre Hoshimiya (星宮機関, Hoshimiya kikan) - Ch. 20 : Lumière VS Démon (光 VS 鬼, Hikari VS Oni) |                   |                   |                   |                   |
| 5 | 26 février 2014   | 978-4-04-121011-6 | 29 octobre 2014   | 978-2-203-07839-0 |
| Liste des chapitres : - Ch. 21 : Le vainqueur (勝ち取る者, Kachitoru mono) - Ch. 22 : Les conditions d'un salaud (クソヤ口一の条件, Kusoya kuchi ichi no jōken) - Ch. 23 : Opération pentagramme en projet (胎動五芒星の計画, Taidō gobōsei no keikaku) - Ch. 24 : Opération pentagramme (五芒星の計, Gobōsei no kei) - Ch. 25 : Sena VS Gennai (瀬奈 VS 源内, Sena VS Gennai) - Ch. 26 : N'abandonne pas ! (あきらめるな !, Akirameru na !)                                                                |                   |                   |                   |                   |
| 6 | 26 août 2014      | 978-4-04-102016-6 | 17 juin 2015      | 978-2-203-09032-3 |
| Liste des chapitres : - Ch. 27 : Veille de combat (決戦前夜, Kessen zen'ya) - Ch. 28 : Souvenir en cage (記憶の箍, Kioku no taga) - Ch. 29 : La volte-face de Sena (反転する瀬奈, Hanten suru Sena) - Ch. 30 : Tromperie (欺瞞, Giman) - Ch. 31 : La vérité (真実, Shinjitsu) - Ch. 32 : Ensemble pour toujours (ずっといっしょにいたいから, Zutto issho ni itaikara) |                   |                   |                   |                   |
| 7 | 26 février 2015   | 978-4-04-102785-1 | 23 septembre 2015 | 978-2-203-09033-0 |
| Liste des chapitres : - Ch. 33 : Au cœur de la contre-attaque, les cœurs vacillent (拠リ所、揺れる心, Yoridokoro Ri-sho, yureru kokoro) - Ch. 34 : Excuses (謝非, Sha hi) - Ch. 35 : Émotions Troubles (混線の情動, Konsen no jōdō) - Ch. 35.5 : Mademoiselle Iyo se fait du mouron (壱与先生は大心配, Iyo-sensei wa dai shinpai) - Ch. 36 : Missing (ミツシング, Missing) - Ch. 37 : Aimer, c'est ... (愛するとは, Aisuru to wa)                                                                           |                   |                   |                   |                   |
| 8 | 26 octobre 2015   | 978-4-04-102871-1 | 13 juillet 2016   | 978-2-203-10175-3 |
| Liste des chapitres : - Ch. 38 : Dés et corruption (賽と悪徳の試金石, Sai to akutoku no shikinseki) - Ch. 39 : Chassés-croisés (交錯する者達, Kōsaku suru mono Tatsu) - Ch. 40 : Chasse vers le Fuji 1 (富土追撃戦 1, Fuji tsuigeki-sen) - Ch. 41 : Chasse vers le Fuji 2 (富土追撃戦 2, Fuji tsuigeki-sen) - Ch. 42 : Règlement de comptes familiaux (兄妹決戦, Kyōdai kessen) - Ch. 43 : Procession macabre (亡者の列, Mōja no retsu)                                                                     |                   |                   |                   |                   |
| 9 | 26 mars 2016      | 978-4-04-104098-0 | 3 mars 2017       | 978-2-203-10187-6 |
| Liste des chapitres : - Ch. 44 : Terre de repos (眠れる聖地, Nemureru seichi) - Ch. 45 : Le monde et moi (世界と自分, Sekai to jibun) - Ch. 46 : Laboratoire Hoshimiya - En chasse (星宮弟一研究所 追撃戦, Hoshimiya otōto ichi kenkyūjo - Tsuigeki-sen) - Ch. 47 : Laboratoire Hoshimiya - Comité d'accueil (星宮弟一研究所 迎撃戦, Hoshimiya otōto ichi kenkyūjo - Geigeki-sen) - Ch. 48 : Le jour de l’apocalypse (破滅の日, Hametsu no hi)                                                              |                   |                   |                   |                   |
| 10 | 26 septembre 2016 | 978-4-04-104793-4 | 5 juillet 2017    | 978-2-203-12225-3 |
| Liste des chapitres : - Ch. 49 : Au-delà de la fin (終末の先, Shūmatsu no saki) - Ch. 50 : Au bout du mensonge et de la rédemption (嘘と贖非の底, Uso to shokoi no soko) - Ch. 51 : Dominator Zéro (ドミネイター ゼロ, Dominator Zero) - Ch. 52 : Vœu (願い, Negai) - Ch. 53 : Héros (ヒーロー, Hīrō) - Épilogue : Que chacun trouve son bonheur (全ての者に幸あれ, Subete no mono ni kō are) |                   |                   |                   |                   |

## Anime
| No | Titre français                            | Titre japonais                 | Titre japonais                   | Date de 1re diffusion |
| No | Titre français                            | Kanji                          | Rōmaji                           | Date de 1re diffusion |
| -- | ----------------------------------------- | ------------------------------ | -------------------------------- | --------------------- |
| 01 | Order ! Réveille-toi, pouvoir maléfique ! | オーダー ! 目覚める,悪の力 !   | Ōdā ! Mezameru, aku no chikara ! | 15 avril 2016         |
| 02 | Order ! Cours, sans t'égarer !            | オーダー ! 走れ, 道うな !      | Ōdā ! Hashire,-dōu na!           | 22 avril 2016         |
| 03 | Order ! Exécution du stratagème !         | オーダー！ 計略遂行 !          | Ōdā ! Keiryaku suikō !           | 29 avril 2016         |
| 04 | Order ! Au cœur du ressentiment !         | オーダー！ 怨嗟の中へ ！       | Ōdā ! Ensa no naka e !           | 6 mai 2016            |
| 05 | Order ! N'oublie pas ton vœu !            | オーダー！ 忘れるな、願い ！   | Ōdā ! Wasureruna, negai !        | 13 mai 2016           |
| 06 | Order ! Accroche, Esprit !                | オーダー！ つなげ、魂 ！       | Ōdā! Tsunage, tamashī !          | 20 mai 2016           |
| 07 | Order ! Que ma foi me protège !           | オーダー！ 守れ、信念 ！       | Ōdā! Mamore, shin'nen !          | 27 mai 2016           |
| 08 | Order ! Hâte-toi, vers le combat !        | オーダー！ 急げ、戦地へ ！     | Ōdā! Isoge, senchi e !           | 3 juin 2016           |
| 09 | Order ! Révèle-toi, Vérité !              | オーダー！ 暴け、真実 ！       | Ōdā! Abake, shinjitsu !          | 10 juin 2016          |
| 10 | Order ! Bats-toi, aie confiance en moi !  | オーダー！ 戦え、己を信じて ！ | Ōdā! Tatakae, onore o shinjite ! | 17 juin 2016          |